# Municipio de Main
El municipio de Main (en inglés: Main Township) es un municipio ubicado en el condado de Columbia en el estado estadounidense de Pensilvania. En el año 2000 tenía una población de 1289 habitantes y una densidad poblacional de 30,7 personas por km².

## Geografía
El municipio de Main se encuentra ubicado en las coordenadas 41°01′00″N 76°21′59″O / 41.01667, -76.36639.

## Demografía
Según la Oficina del Censo en 2000 los ingresos medios por hogar en la localidad eran de $41 339 y los ingresos medios por familia eran de $47 574. Los hombres tenían unos ingresos medios de $32 069 frente a los $21 250 para las mujeres. La renta per cápita de la localidad era de $19 357. Alrededor del 7,8% de la población estaba por debajo del umbral de pobreza.